# Secret Love (Giovanni Allevi)
Secret Love è un album raccolta pubblicato da Giovanni Allevi nel 2012.

## Tracce
1. Secret Love – 4:32
2. Come sei veramente – 6:05
3. Go With the Flow – 3:32
4. Ciprea – 2:53
5. Ti scrivo – 2:43
6. Notte ad Harlem – 5:05
7. Ossessione – 2:30
8. Back to Life – 4:37
9. Panic – 4:35
10. Downtown – 4:29
11. Vento d'Europa – 5:21
12. L'orologio degli dei – 6:22
13. Il bacio – 3:33
14. Viaggio in aereo – 2:26
15. Il nuotatore (live) – 3:14
16. Aria (per respirare) (live) – 5:01
17. Luna (live) – 2:57
18. Japan (live) – 3:15